# Chenillé-Champteussé
Chenillé-Champteussé ist eine französische Gemeinde mit 341 Einwohnern (Stand: 1. Januar 2022) im Département Maine-et-Loire in der Region Pays de la Loire. Sie gehört zum Arrondissement Segré und zum Kanton Tiercé. 
Chenillé-Champteussé wurde zum 1. Januar 2016 als commune nouvelle aus den Gemeinden Chenillé-Changé und Champteussé-sur-Baconne gebildet. Der Verwaltungssitz befindet sich in Champteussé-sur-Baconne.  

## Geographie
Chenillé-Champteussé liegt etwa 25 Kilometer nordnordwestlich des Stadtzentrums von Angers. Der Fluss Mayenne begrenzt die Gemeinde im Nordwesten. Umgeben wird Chenillé-Champteussé von den Nachbargemeinden La Jaille-Yvon im Norden, Les Hauts-d’Anjou im Norden und Osten, Sceaux-d’Anjou im Südosten, Thorigné-d’Anjou im Süden, Montreuil-sur-Maine im Südwesten sowie Chambellay im Westen.

## Gliederung
| Ortsteil                                  | ehemaliger INSEE-Code | Fläche (km²) | Einwohnerzahl (2022) |
| ----------------------------------------- | --------------------- | ------------ | -------------------- |
| Champteussé-sur-Baconne (Verwaltungssitz) | 49067                 | 11,48        | 207                  |
| Chenillé-Changé                           | 49095                 | 05,30        | 134                  |

## Sehenswürdigkeiten
Siehe auch: Liste der Monuments historiques in Chenillé-Champteussé

### Champteussé-sur-Baconne
- Kirche Saint-Martin, seit 1968 Monument historique
- Pfarrhaus aus dem 17. Jahrhundert, seit 1984 Monument historique
- Haus Sainte-Barbe, seit 1974 Monument historique

### Chenillé-Changé
- Kirche Saint-Pierre aus dem 11. Jahrhundert, Monument historique
- Wassermühle aus dem 12. Jahrhundert
- Schloss Les Rues, ursprünglich aus dem 13. Jahrhundert, im 18. Jahrhundert umgebaut

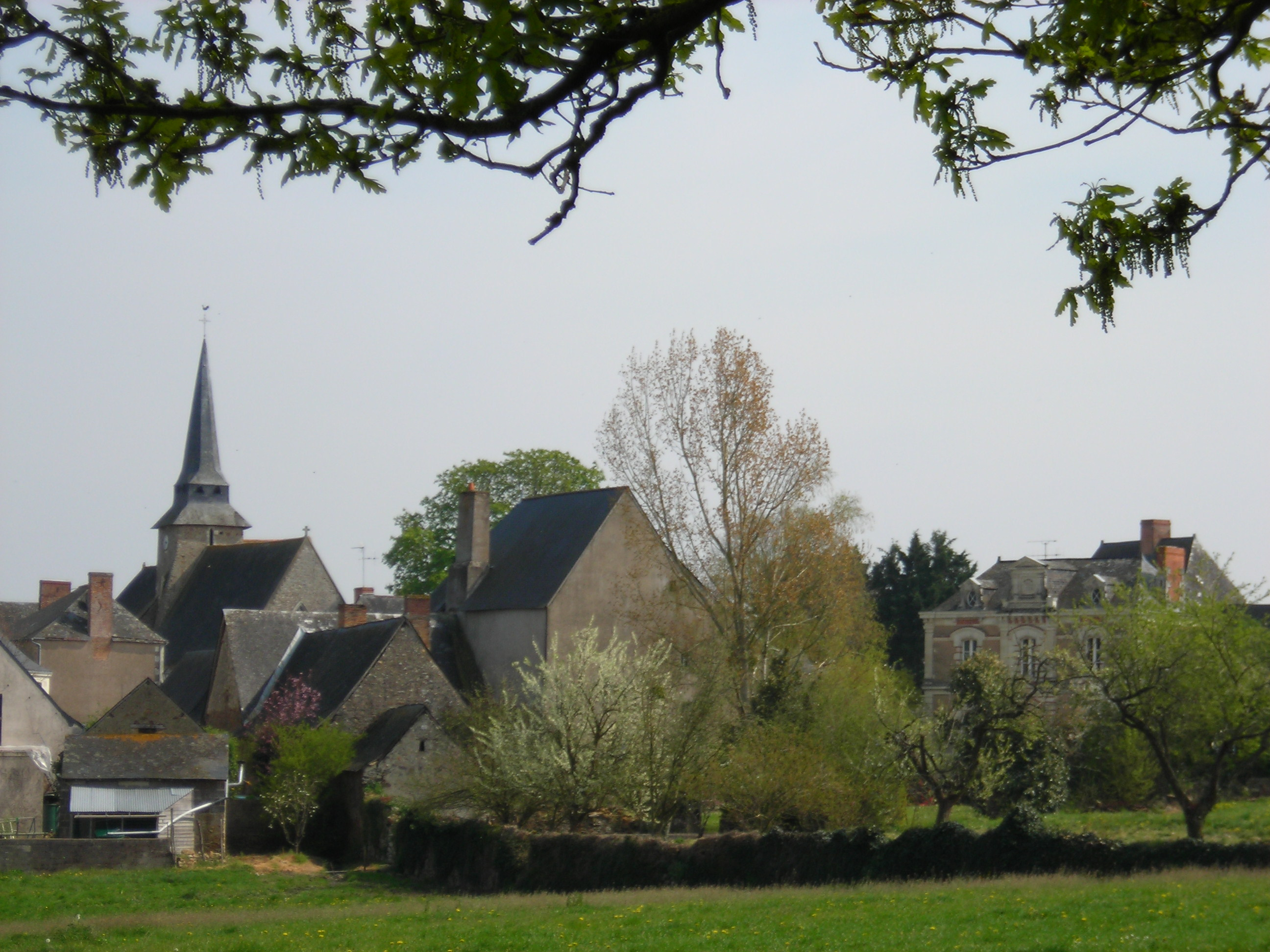
Kirche Saint-Martin in Champteussé-sur-Baconne
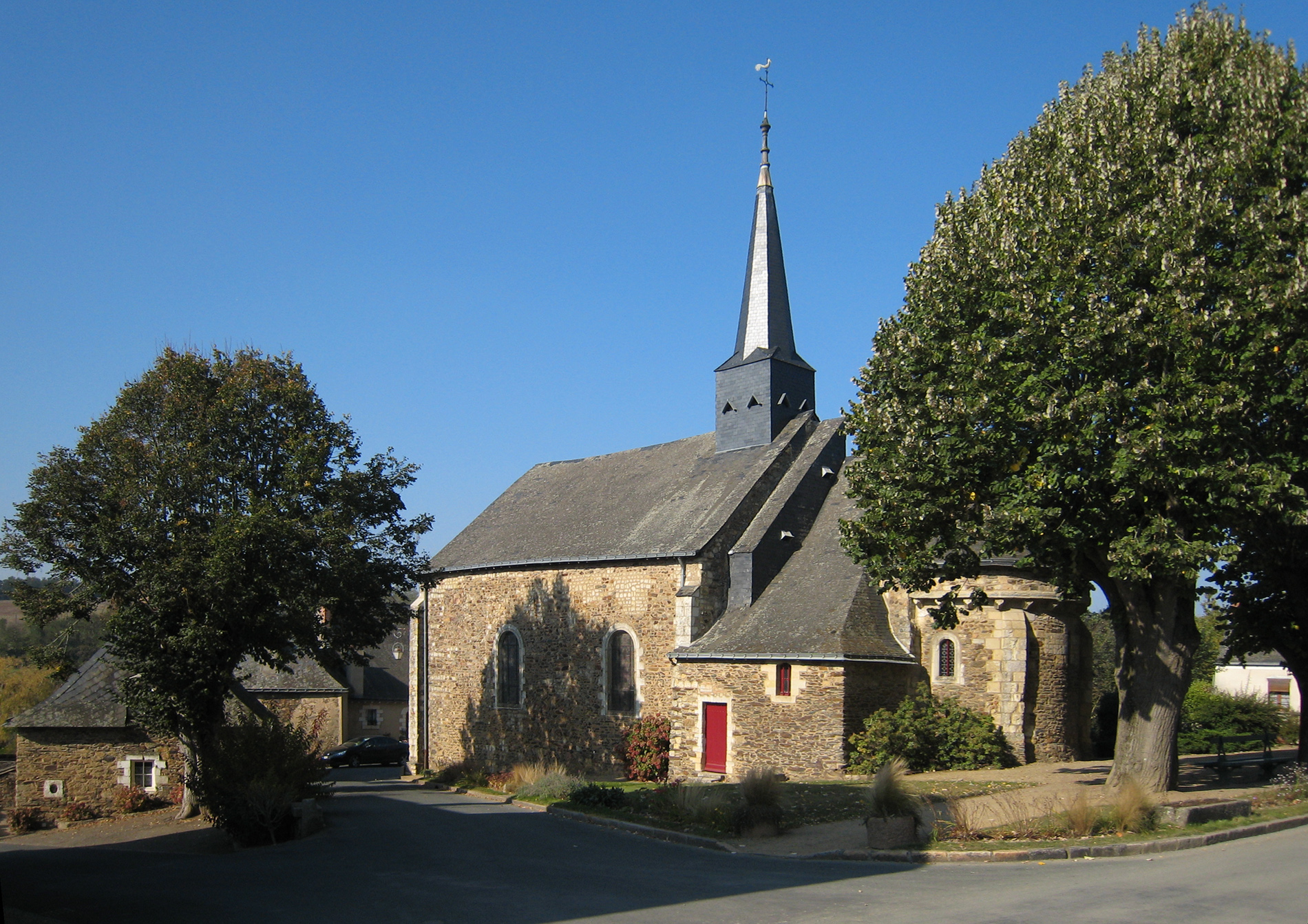
Kirche Saint-Pierre in Chenillé-Changé
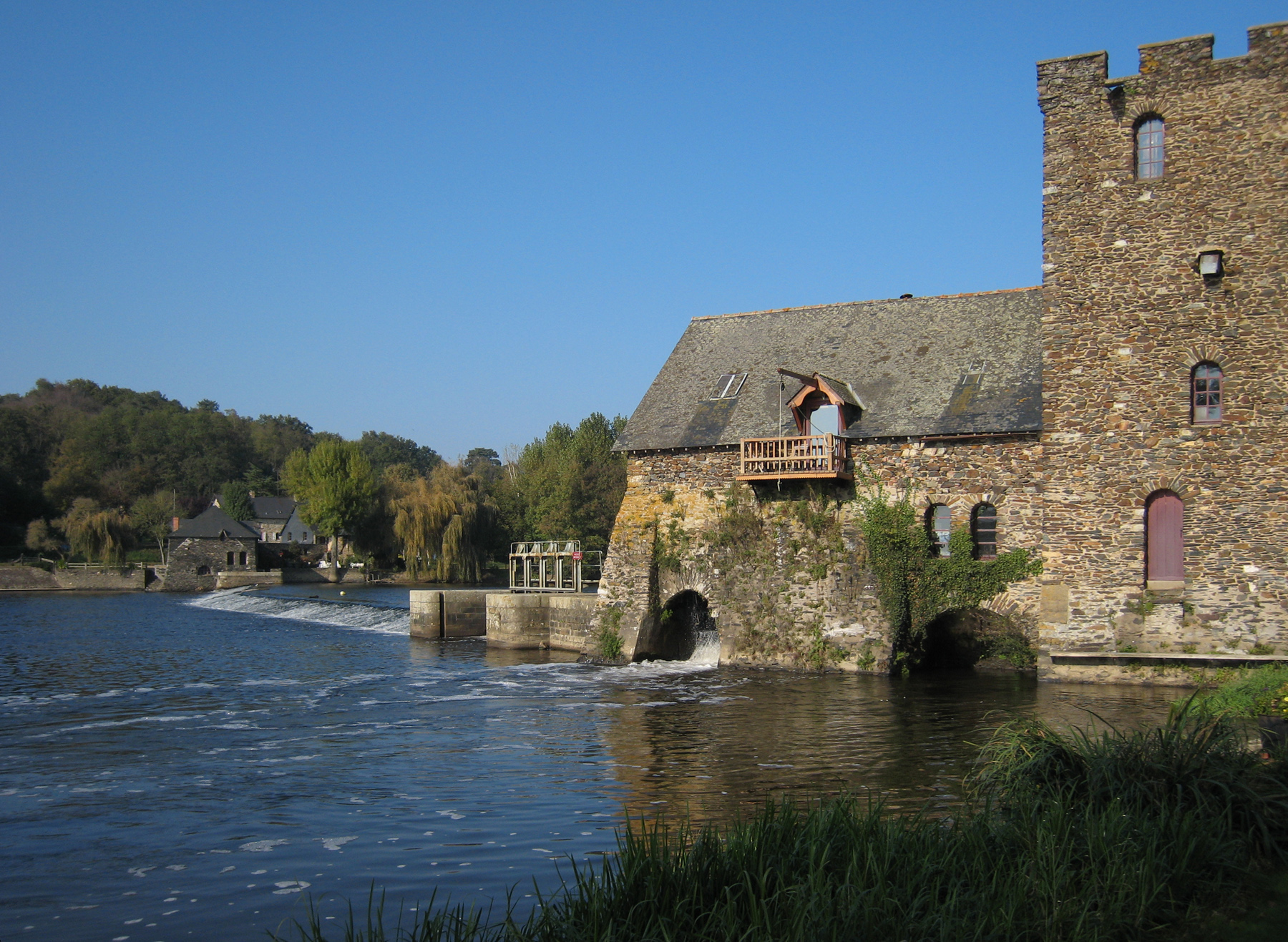
Alte Wassermühle
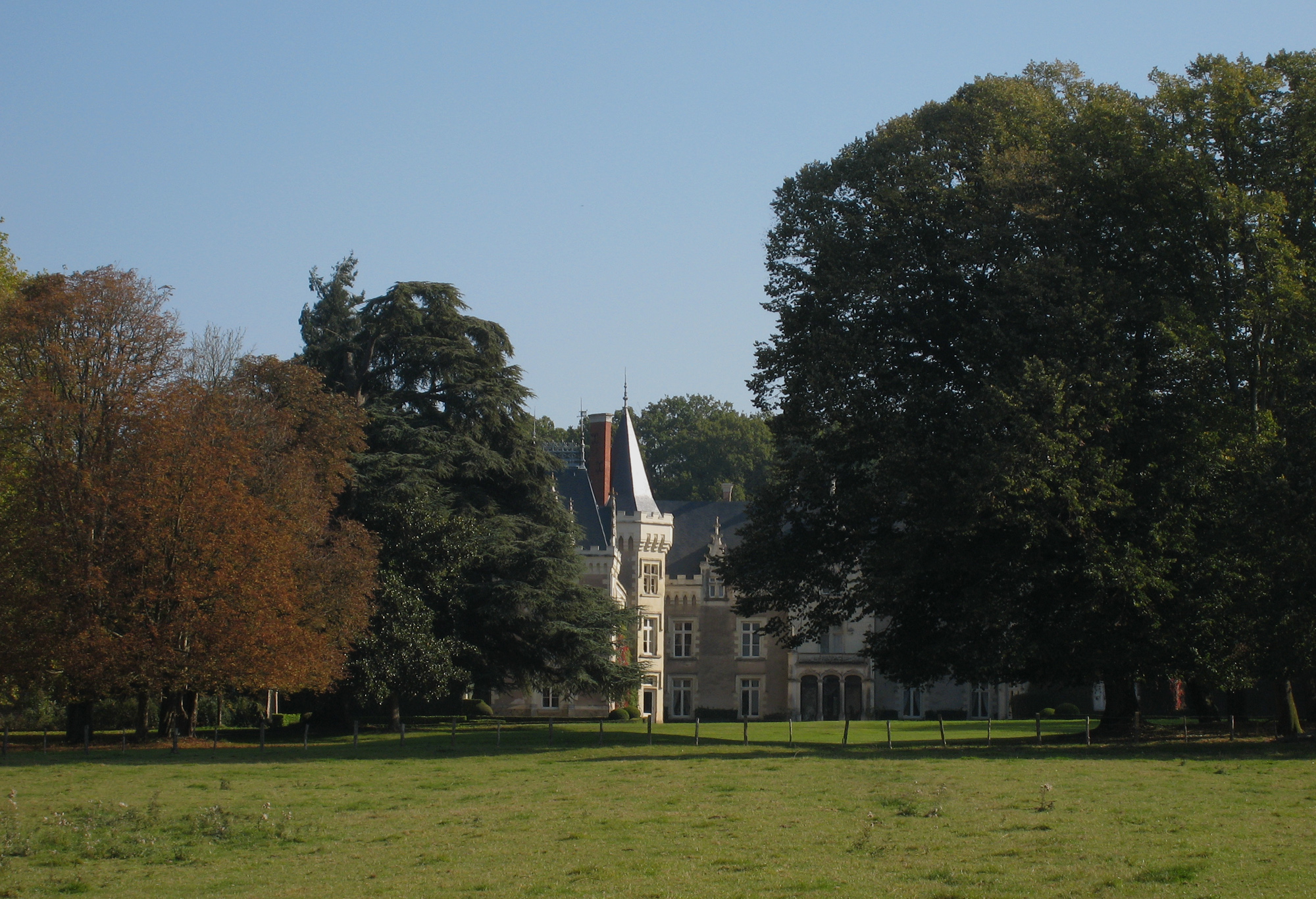
Schloss Les Rues